# Opération des Nations unies en Somalie II
Pour les articles homonymes, voir Opération des Nations unies en Somalie.

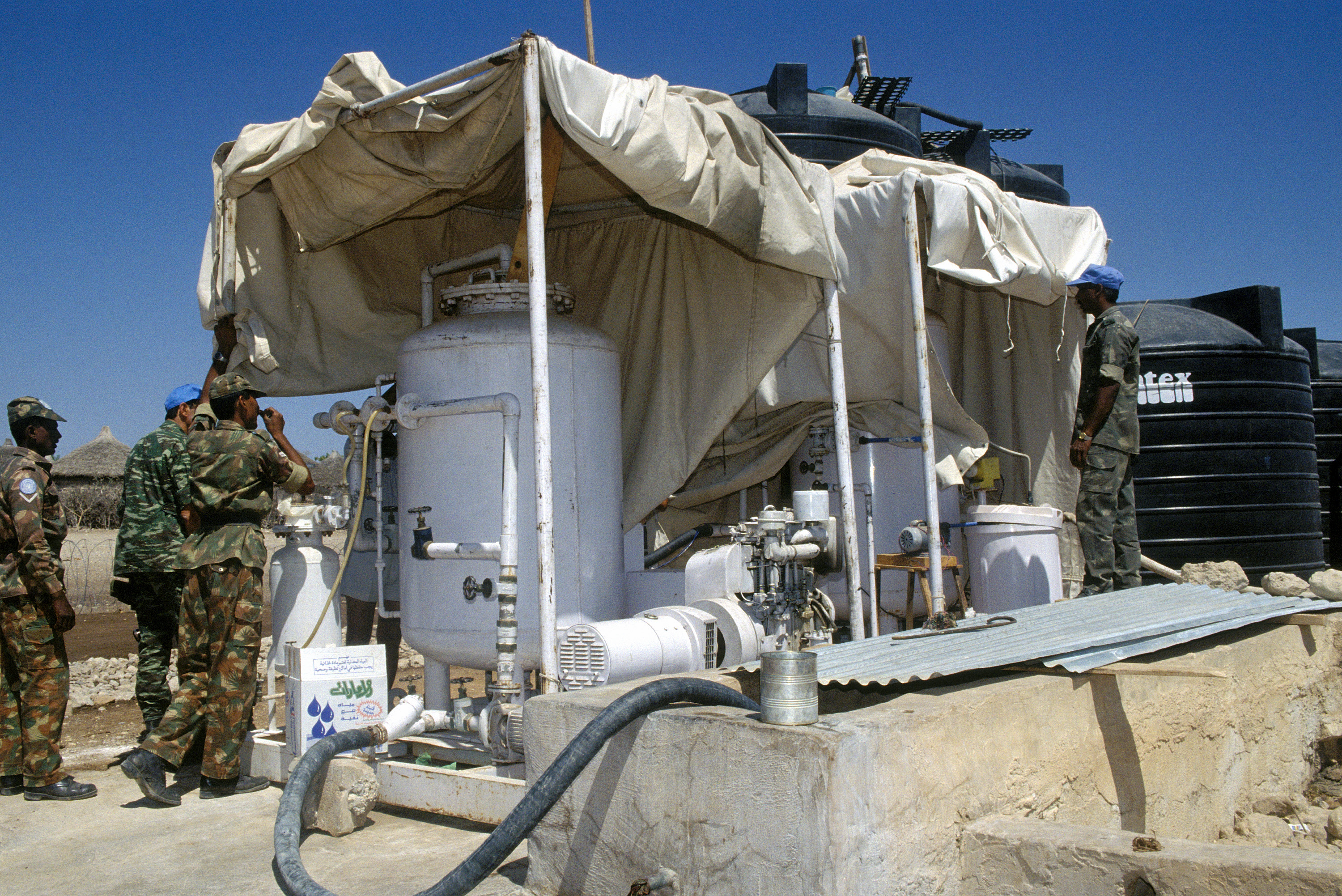
Soldats grec et indien de l'UNOSOM devant une station d'épuration d'eau, 1993.

L’Opération des Nations unies en Somalie II (ONUSOM II) était la seconde phase d'une opération des Nations unies visant à faciliter et sécuriser l’apport de l’aide humanitaire en Somalie. La mission fait suite à la Force d'intervention unifiée (UNITAF), dont elle reprend les moyens, opération qui avait elle-même remplacée l'Opération des Nations unies en Somalie I (ONUSOM I). Cette opération a démarré le 26 mars 1993 suite à la résolution 814 du Conseil de sécurité des Nations unies. Elle s'est terminée le 2 mai 1995.
L'opération est connue pour la bataille de Mogadiscio qui a été décrite dans l'ouvrage La Chute du faucon noir et le film du même nom.

## Compléments